# Flokkur Heimilanna
Die Flokkur Heimilanna (deutsch: Haushälterpartei, kurz FH, Parteibuchstabe I) ist eine Kleinpartei in Island.

## Geschichte
Gegründet wurde die Partei durch den Zusammenschluss acht kleiner Parteien im April 2013 kurz vor der anstehenden Parlamentswahl. Erster Parteivorsitzender wurde Pétur Gunnlaugsson. Bei der Parlamentswahl 2013 holte die Partei rund drei Prozent der Stimmen. Damit scheiterte sie an der Fünf-Prozent-Hürde und konnte keinen Abgeordneten ins nationale Parlament Althing entsenden. Sie hatte durch ihr Resultat jedoch Anrecht auf einen staatlichen Beitrag an ihre Finanzierung, der in Island jenen Parteien zusteht, die in der Parlamentswahl mindestens 2,5 Prozent der Stimmen erhalten haben.
In einem Artikel im Online-Portal der isländischen Rundfunkanstalt RÚV vom November 2015 wurde die geringe Aktivität der Partei thematisiert – so war ihre Website geschlossen und auch der Facebook-Account der Partei zeigte seit den Wahlen 2013 keine Aktivitäten mehr. Obwohl die Partei angekündigt hatte, zur Parlamentswahl in Island 2016 anzutreten, war sie letztlich in der Liste der antretenden Parteien nicht vertreten. Auch danach hat sie an keiner nationalen Parlamentswahl mehr teilgenommen.

## Programm
In ihrem Programm setzt sich die Partei unter anderem für folgendes ein:
- das Steuersystem soll vereinfacht und die Steuern schrittweise gesenkt werden
- die natürlichen landeseigenen Ressourcen sollen besser geschützt werden
- die Informationsfreiheit soll gefördert und in der isländischen Verfassung verankert werden
- Island soll nicht der EU beitreten